# NGC 2781
NGC 2781 este o galaxie lenticulară situată în constelația Hidra. A fost descoperită în 8 februarie 1785 de către William Herschel. Se află la o distanță de 29,58 de megaparseci de Pământ.